# Erwin Hymer Group
Erwin Hymer Group est un fabricant de camping-cars et de caravanes, situé à Bad Waldsee, en Allemagne, possédant la marque Hymer. Il s'agît de l'un des plus grands fabricants de camping-cars et de caravanes en Europe, Hymer AG possède plusieurs marques, dont Burstner, Carado, Sunlight, Etrusco, Elddis, Hymer, Laika, LMC, Niesmann + Bischoff, Dethleffs, Eriba, ainsi que du matériel de camping en gros Movera. En février 2017, la société a acquis The Explorer Group basé à Consett, au Royaume-Uni, possédant ainsi les marques Elddis, Buccaneer, Compass et Xplore.

## Histoire
Alfons Hymer avait dirigé un atelier de réparation à Bad Waldsee depuis 1923, dans lequel des remorques à pneus en caoutchouc pour tracteurs ont également été fabriquées au milieu des années 1950. En 1956, Erich Bachem a chargé Hymer de construire une caravane en contreplaqué qu'il avait développé, lui et Erwin Hymer ont fondé Eriba en 1957.
Le 29 octobre 2011, le musée Erwin Hymer a ouvert ses portes à Bad Waldsee,,.
En 2016, Hymer a acquis le fabricant Roadtrek et a créé la filiale Erwin Hymer NA (Amérique du Nord) pour gérer l'acquisition.
En 2018, Thor Industries a acquis Erwin Hymer (Europe) sans Erwin Hymer NA et Roadtrek en raison d'irrégularités financières découvertes chez Erwin Hymer NA,.

## The Explorer Group
The Explorer Group, filiale de Hymer, est le deuxième plus grand fabricant de caravanes du Royaume-Uni, basé à Consett. Le groupe Explorer possèdent les marques Elddis, Buccaneer, Compass et Xplore.[réf. nécessaire]

## Galerie

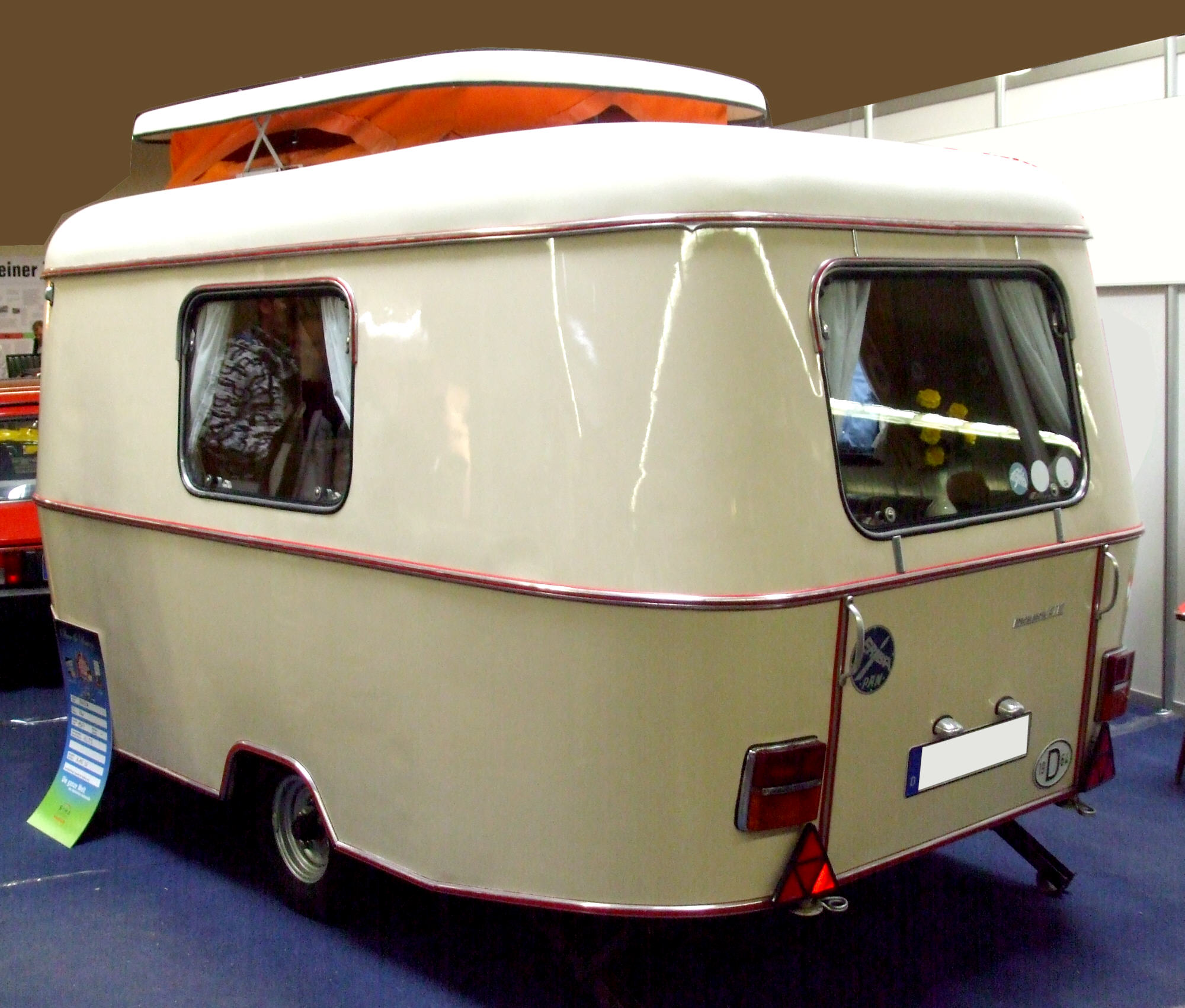
Eriba Pan de 1964
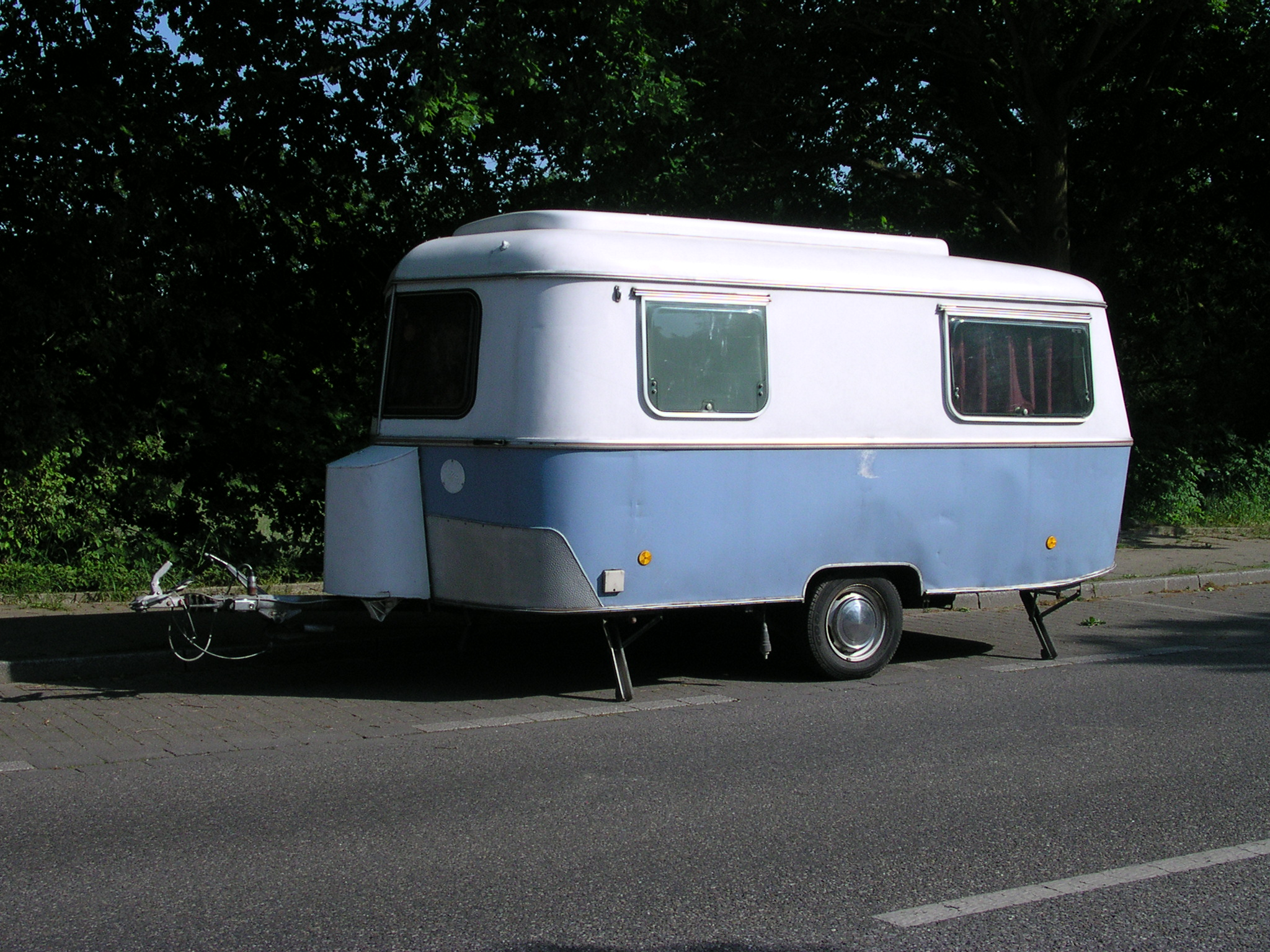
Eriba Triton
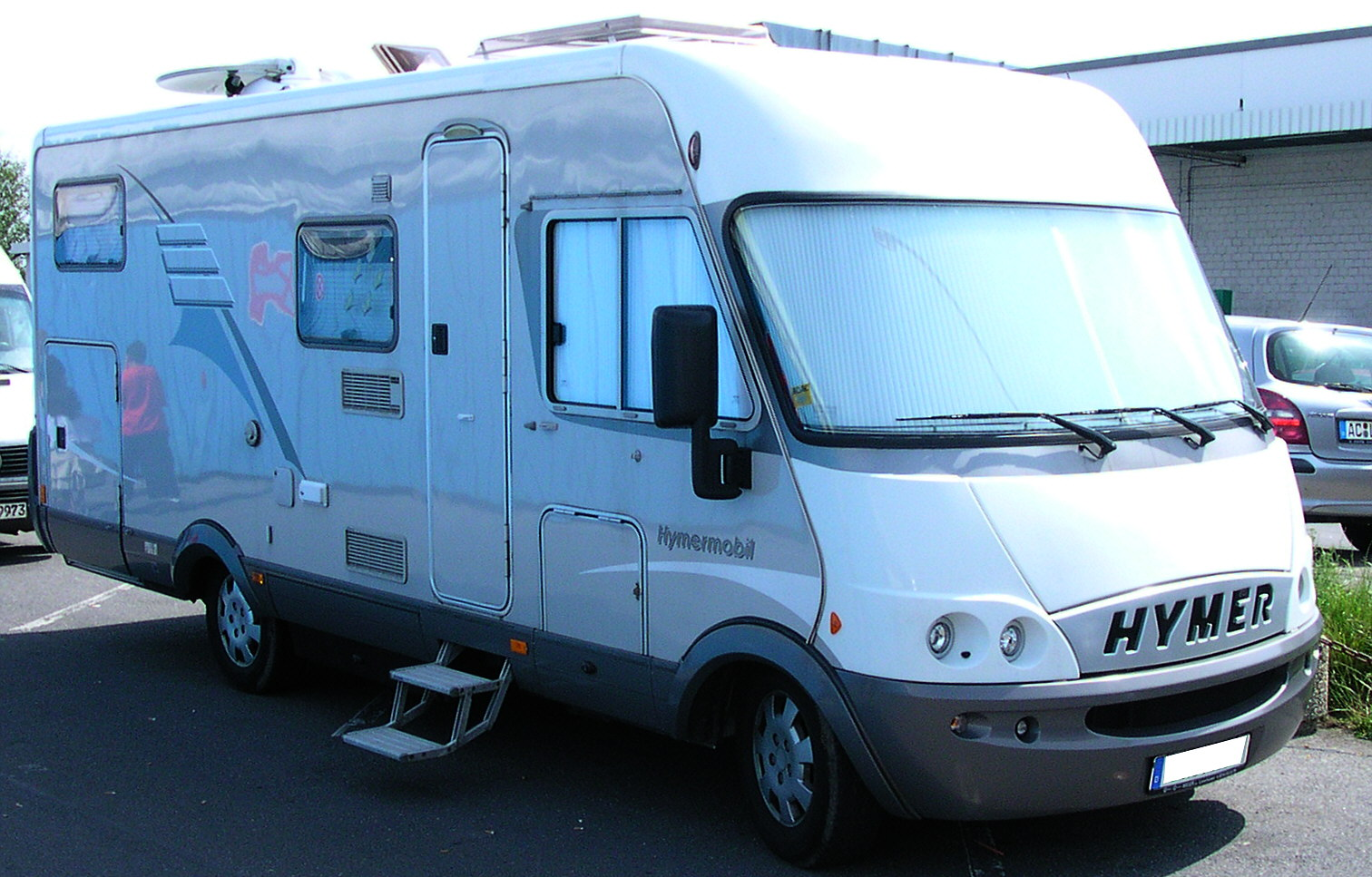
Hymermobil B SL